# Sabina Asenjo
Sabina Asenjo Álvarez (* 3. August 1986 in Ponferrada) ist eine spanische Leichtathletin, die sich auf den Diskuswurf spezialisiert hat und aktuell Inhaberin des Landesrekordes ist.

## Sportkarriere
Erste Erfahrung bei internationalen Meisterschaften sammelte Sabina Asenjo im Jahr 2005, als sie bei den Junioreneuropameisterschaften in Kaunas mit einer Weite von 43,03 m den zwölften Platz belegte. 2007 schied sie bei den U23-Europameisterschaften in Debrecen mit 49,29 m in der Qualifikationsrunde aus und 2012 belegte sie bei den Ibero-Amerikanischen Meisterschaften in Barquisimeto mit 54,06 m den sechsten Platz, ehe sie bei den Europameisterschaften in Helsinki mit 53,92 m den Finaleinzug verpasste. Im Jahr darauf belegte sie bei den Mittelmeerspielen in Mersin mit 53,25 m den fünften Platz und 2014 schied sie bei den Europameisterschaften in Zürich ohne einen gültigen Versuch in der Vorrunde aus. Im Jahr darauf verpasste sie bei den Weltmeisterschaften in Peking mit 58,04 m den Finaleinzug. 2016 gelangte sie bei den Europameisterschaften in Amsterdam mit 56,62 m auf den zwölften Platz und anschließend nahm sie an den Olympischen Sommerspielen in Rio de Janeiro teil und schied dort mit 56,94 m in der Qualifikationsrunde aus. 2017 kam sie bei den Weltmeisterschaften in London mit 57,00 m nicht über die Vorrunde hinaus und im Jahr darauf belegte sie bei den Mittelmeerspielen in Tarragona mit 57,41 m den fünften Platz. Anschließend verpasste sie bei den Europameisterschaften in Berlin mit 55,57 m den Finaleinzug. 
In den Jahren von 2011 bis 2018 wurde Asenjo spanische Meisterin im Diskuswurf.